# FDZone
FDZone（2003年－2012年，2013年－），是港澳大型地下討論區之一，會員以華人為主，在台灣亦有一定知名度。它以嚴謹的網站營運制度見稱，藉此逃避執法機構監管。2012年6月7日，港澳海關聯手偵破該侵權討論區，拘捕創辦人暨管理員AndyGod等人，網站暫時關閉。但其後網站於2013年2月10日重新開放。

## 簡介和特性
FDZone前稱P2PZone，黑底藍字的版面是其標誌，曾使用UNetBoard 6.0.0作為討論區程式。
討論區營運初期，對申請會員沒有限制，任何人都可以自由分享下載。隨著會員人數增多，營運方式轉向會員制。
Vhhchu
FDZone管理制度森嚴，對會員申請尤其嚴格，一般可分為普通會員及VIP會員。普通會員需要有「邀請碼」才能註冊，而每個「邀請碼」則由現有會員提供，每個價值1000「金錢」（討論區代幣）。經管理員審批成為普通會員後，仍需要達成發帖指定「要求」，才能獲得更多下載權限及保持帳號。普通會員可按年份付費成為VIP會員，以享有不少特權，費用由300至700澳門元不等，會員可在網站上下載盜版檔案。該網站更設有專門檔案，介紹給各會員一些預防和規避各地執法機構的提示方法。有版權組織估計，該討論區令影音事業界損失數以億計澳門元。
有台灣媒體稱，FDZone與被指侵權的網絡空間Megaupload遭遇十分相似，但若規模來說則差距甚遠。Megaupload聲稱有1.5億用戶，但FDZone則只有約89萬名會員。

## 網民討論

### 嚴格實行旁觀者版規
為減少旁觀者（CD-ROM）會員，註冊成為正式會員的條件比其他論壇多和複雜，以提高會員分享資源的積極性。而版規及管理員監察嚴格，會員發言內容經常受到限制，令過激和犯法的言論較難出現在討論區之內，因此會員可以得到比較正經的討論空間。
該討論區曾銳意提供新潮流、閒聊或交友等多元化資訊，欲令會員多參與不同分版討論，改變以下載為主軸的風氣。
2012年4月，該討論區曾推行嚴格實行旁觀者版規，來打擊CD-ROM網民濫用該討論區資源，令不少瀏覽該討論區的網民非議。

### 討論區關閉
2012年6月7日，港澳海關聯手打擊FDZone討論區後，有網民認為它在香港設立提供侵權檔案的伺服器，是自取滅亡的行為。亦有網民認為，該地下討論區的付費制度及積分累積制度，令部分網民反感。
在FDZone討論區關站後，不少原有的FDZone會員紛紛湧入名叫「公仔箱論壇」的地下討論區。該討論區超級版主「秋鳥」曾表示會收容原有的FDZone會員。

## 外部連結

### 傳媒報導
- 明報：侵權網fdzone被封拘網主，2012年6月9日。
- 東方日報：港澳冚FDZone.ORG BT教主被捕（页面存档备份，存于），2012年6月9日。
- 東方日報：AndyGod熟悉法律 自封為「神」（页面存档备份，存于），2012年6月9日。
- 蘋果日報：港澳聯手破1200萬元網上侵權（页面存档备份，存于），2012年6月9日。
- ETtoday（台灣）：FDZone不法獲利逾4千萬　站主雙親疑幫洗錢也被拘（页面存档备份，存于），2012年6月9日。
- ETtoday（台灣）：「公仔箱論壇」版主伸援手　願收容FDZone難民會員！（页面存档备份，存于），2012年6月9日。
- ETtoday（台灣）：MU抄站亞洲版？　「FDZone」站長ANDYGOD澳門遭逮（页面存档备份，存于），2012年6月9日。